# Jeseník
Jeseník (tot 1947 Frývaldov, Duits: Freiwaldau) is een Silezische stad in de Tsjechische regio Olomouc, en maakt deel uit van het district Jeseník. Jeseník telt 10.665 inwoners (2023).
Jeseník was tot 1945 een plaats met een overwegend Duitstalige bevolking. Na de Tweede Wereldoorlog werd de Duitstalige bevolking verdreven.

## Geschiedenis
- 1267 – De eerste schriftelijke vermelding van Jeseník.
- 1996 – De stad Jeseník wordt administratief overgeheveld van het district Šumperk naar het nieuw gevormde district Jeseník.[1]

## Partnersteden
- Bojnice (Slowakije)

Bělá pod Pradědem ·
Bernartice ·
Bílá Voda ·
Černá Voda ·
Česká Ves ·
Hradec-Nová Ves ·
Javorník ·
Jeseník ·
Kobylá nad Vidnavkou ·
Lipová-lázně ·
Mikulovice ·
Ostružná ·
Písečná ·
Skorošice ·
Stará Červená Voda ·
Supíkovice ·
Uhelná ·
Vápenná ·
Velká Kraš ·
Velké Kunětice ·
Vidnava ·
Vlčice ·
Zlaté Hory ·
Žulová